# Karmalyukivka
Karmalyukivka (ucraniano: Кармалюківка) es una localidad del Raión de Podilsk en el Óblast de Odesa en Ucrania.